# Pau Froment
Pau Froment (Floreçàs, Òlt 1875 – Roches-de-Condrieu, Isère, 1898) fou un poeta occità de la regió del Carcí. Fill de pagesos, a penes acabà l'escola elemental, però tot i així es va dedicar a escriure poemes, que aviat van cridar l'atenció de Frederic Mistral i va publicar alguns dels seus poemes a L'Alholi. Formà part del renaixement de la literatura occitana i membre del Felibritge. El 1897 fou cridat a fer el servei militar vora Lió, on es queixava de nostàlgia per la terra natal. Uns mesos després el seu cos fou trobat ofegat.
Des de 1972 dona nom al Premi pan-occità Pau Froment, convocat per l'Escòla occitana d'estiu a Pena d'Agenés.

## Obres
- A travèrs regas, 1892
- Flors de Prima, 1897
- Los Uèlhs e la boca, 1928
- Nadal
- Novembre
- Flor d'estiu
- Pels paures
- Lo ressegaire
- Per segasons
- Vendenhas
- En processiu
- La cançon de la cigala
- Floressàs mon país natal